# Convolvulus tschimganicus
Convolvulus tschimganicus är en vindeväxtart som beskrevs av Popow och Vved.. Convolvulus tschimganicus ingår i släktet vindor, och familjen vindeväxter. Inga underarter finns listade i Catalogue of Life.